# سی‌ان‌اکس
سی‌ان‌اکس (انگلیسی: CNX) شرکت گاز آمریکایی است، که در سال ۱۸۶۰ تأسیس شد.